# ベルント&ヒラ・ベッヒャー

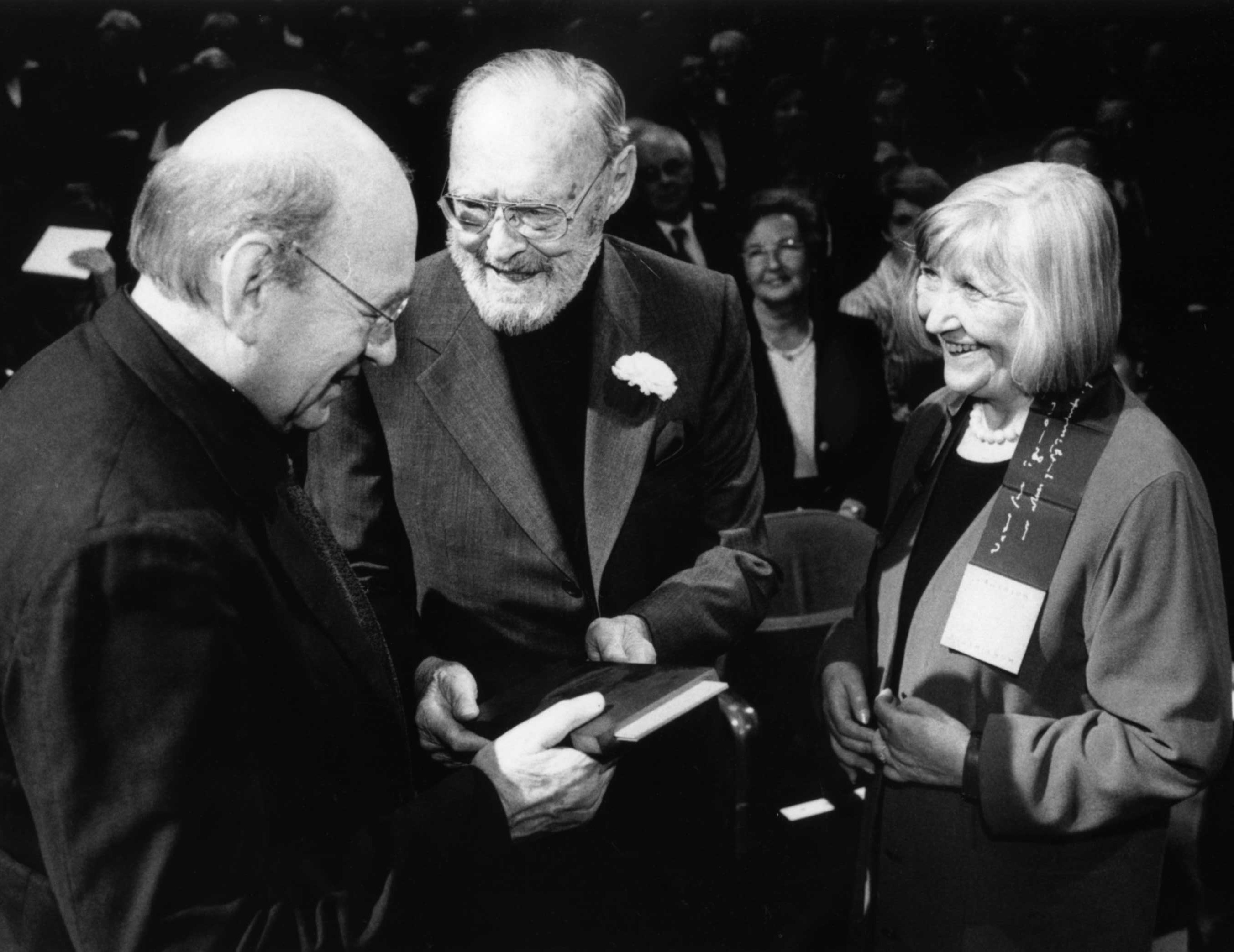
2002年エラスムス賞授賞式のベルント・ベッヒャーとヒラ・ベッヒャー

ベルント＆ヒラ・ベッヒャー（Bernd_und_Hilla_Becher）はベルント・ベッヒャー（Bernd Becher; 1931-2007）と、ヒラ・ベッヒャー（Hilla Becher：1934-2015）によるドイツの写真家ユニット。

## 概要
1950年から共同作業開始。
1961年に両者は結婚。
ベルントは1976年、デュッセルドルフ美術アカデミーに初めて設置された写真クラスの教授となり、ヒラとともに指導にあたる。
教え子は後にベッヒャー派と呼ばれる。
2004年にはハッセルブラッド国際写真賞を受賞。
1990年にはベネチア ・ビエンナーレで金獅子賞。

## 主な作品
- 「給水塔、ドイツ、トリアー=エーラング」 1989年
- 「ガスタンク−イギリス、ベルギー、フランス、ドイツ」 1981年